# فهرست زبان‌های در خطر
فهرست زبان‌های در خطر (انگلیسی: Lists of endangered languages) شامل زبان‌هایی است که در معرض انقراض و نابودی کامل قرار دارند و به‌طور دوره ای توسط یونسکو منتشر می‌شود.

## آفریقا
- فهرست زبان‌های در خطر آفریقا

## آسیا
- فهرست زبان‌های در خطر آسیا
- فهرست زبان‌های در خطر بنگلادش
- فهرست زبان‌های در خطر چین
- فهرست زبان‌های در خطر هند
- فهرست زبان‌های در خطر اندونزی
- فهرست زبان‌های در خطر نپال

## اروپا
- فهرست زبان‌های در خطر اروپا
- فهرست زبان‌های در خطر روسیه

## آمریکای شمالی
- فهرست زبان‌های در خطر آمریکای شمالی
- فهرست زبان‌های در خطر کانادا
- فهرست زبان‌های در خطر مکزیک
- فهرست زبان‌های در خطر ایالات متحده آمریکا

## آمریکای مرکزی و جنوبی
- فهرست زبان‌های در خطر آمریکای مرکزی
- فهرست زبان‌های در خطر آمریکای جنوبی
- فهرست زبان‌های در خطر برزیل
- فهرست زبان‌های در خطر کلمبیا

## اقیانوسیه
- فهرست زبان‌های بومی استرالیا
- فهرست زبان‌های در خطر پاپوآ گینه نو
- فهرست زبان‌های در خطر اقیانوس آرام